# Палац культури київського Авіазаводу
Палац культури авіазаводу — споруда, збудована в Києві (1970) на проспекті Берестейському (тоді — Брест-Литовський проспект), 112. Архітектори В. І. Єжов, В. К. Бавіловскій, В. І. Старіков, художник О. С. Єржиковський, Палац побудований зусиллями генерального директора Київського авіазаводу Василя Степанченка (1914—1995) для робітників Авіаційного виробничого об'єднання ім. 50-річчя Жовтня.
У палаці культури є театральний (1012 місць), кінолекційний (574 місця) і танцювальний зали, бібліотека, музей Авіазаводу.
У важкі для київського авіазаводу 1990-ті палац культури як комунальна власність рішенням Святошинської райради був приватизований. У ньому відкритий нічний розважальний клуб «Бінго».